# Catedral de San Pedro Apóstol (Mantua)
La catedral de San Pedro Apóstol es el principal centro de culto de la ciudad italiana de Mantua, así como la sede de la diócesis homónima.

## Historia

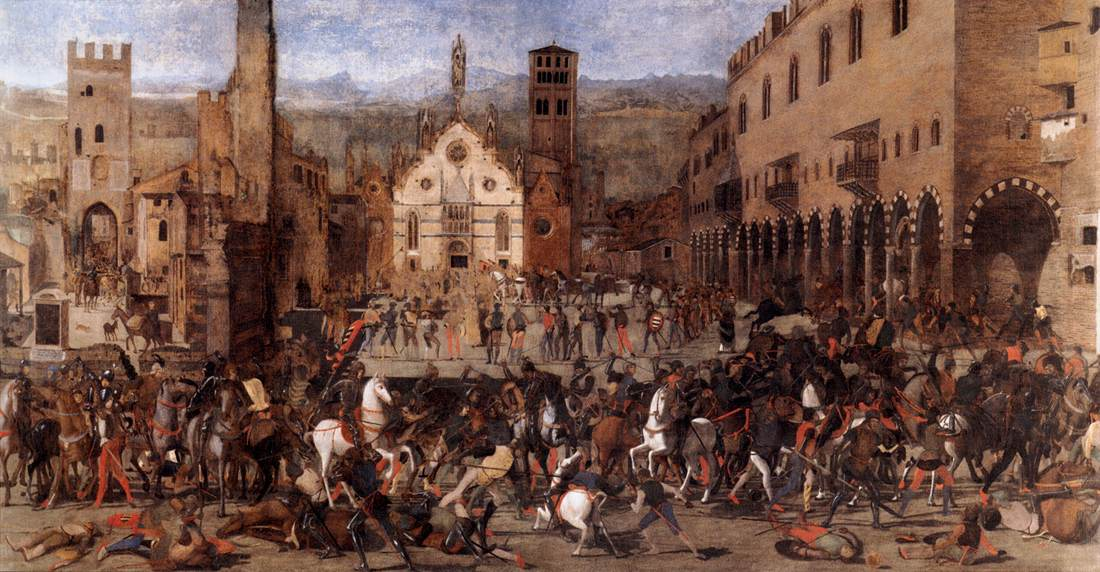
Pintura de Domenico Morone, 1494, con la antigua fachada de la catedral de Mantua al fondo

Probablemente existió una primera edificación en época paleocristiana, a la que siguió un edificio destruido por un incendio en 894, del que aún se conserva el campanario románico. Se piensa que fue ma reconstruida a instancias de Matilde de Canossa. Siglos más tarde, para celebrar el nacimiento de su primer hijo en 1395, Francisco I de Mantua, hizo construir una nueva fachada en estilo gótico por los hermanos venecianos Jacobello y Pierpaolo dalle Masegne, escultores y arquitectos. Jacobello cubrió la fachada con mármol policromado y Pier Paolo creó el conjunto esculpido. La iglesia fue reconstruida alrededor de 1395-1401 con la adición de capillas en los lados. Esa antigua fachada de mármol, con un porche, rosetones y pináculos, se evidencia en un cuadro de Domenico Morone. En esos años, la catedral estaba flanqueada por dos filas de capillas góticas, decoradas con agujas y cúspides en mármol y terracota, también diseñadas por los Masegne, cuyos muros todavía son visibles en el lado derecho.
Después de otro incendio en 1545, a pedido del cardenal Hércules Gonzaga, regente del ducado, Giulio Romano rehízo completamente el interior conservando intactas la fachada y los muros perimetrales. El cardenal consideró que el edificio era «pequeño» y «mal diseñado». Para ello, Giulio Romano se inspiró en la basílica constantiniana de San Pedro en Roma que el papa Pablo III, enemigo jurado del cardenal, estaba en proceso de hacer desaparecer. Esta decisión puede relacionarse con las simpatías evangelísticas del cardenal Gonzaga, comisionado de la obra, enfrentado con la política papal de aquellos años. Giulio Romano transformó el edificio gótico en un lugar luminoso de gran belleza clásica al crear dentro del perímetro del edificio preexistente, un espacio formado por cinco naves divididas por treinta y dos columnas. La muerte de Giulio Romano en 1546 marcó una larga interrupción de las obras, que continuaron bajo la dirección de su antiguo discípulo, Giovanni Battista Bertani, probablemente alterando el primer proyecto, especialmente en la construcción del presbiterio.
La decoración interior fue supervisada desde principios de la década de 1550 por Giovan Battista Bertani, quien hizo realizar diez retablos realizados por artistas locales como Ippolito Costa y Fermo Guisoni, pero también por artistas extranjeros. Entre ellos, originario de Viadana, Girolamo Mazzola Bedoli pintó una delicada Santa Tecla y el cremonés Giulio Campi, un San Jerónimo ahora desaparecido. Cuatro pintores veroneses participaron en este esfuerzoː Battista del Moro, Domenico Brusasorci, Paolo Farinati y Veronés. Este último, todavía muy joven, tenía entonces veinticuatro años, pintó una Tentación de San Antonio que ahora se conserva en el Musée des Beaux-Arts de Caen.
Sin embargo, después de dos siglos de vacilación, por iniciativa del obispo Antonio Guidi di Bagno la fachada fue removida entre 1756 y 1761 y reemplazada por una de estilo neoclásico en mármol de Carrara según un proyecto del arquitecto Nicolò Baschiera, un ingeniero del ejército austriaco. Del edificio renacentista, sólo quedan hoy los puntos característicos de los laterales, decorados con rosetones.

## Descripción

### Exterior

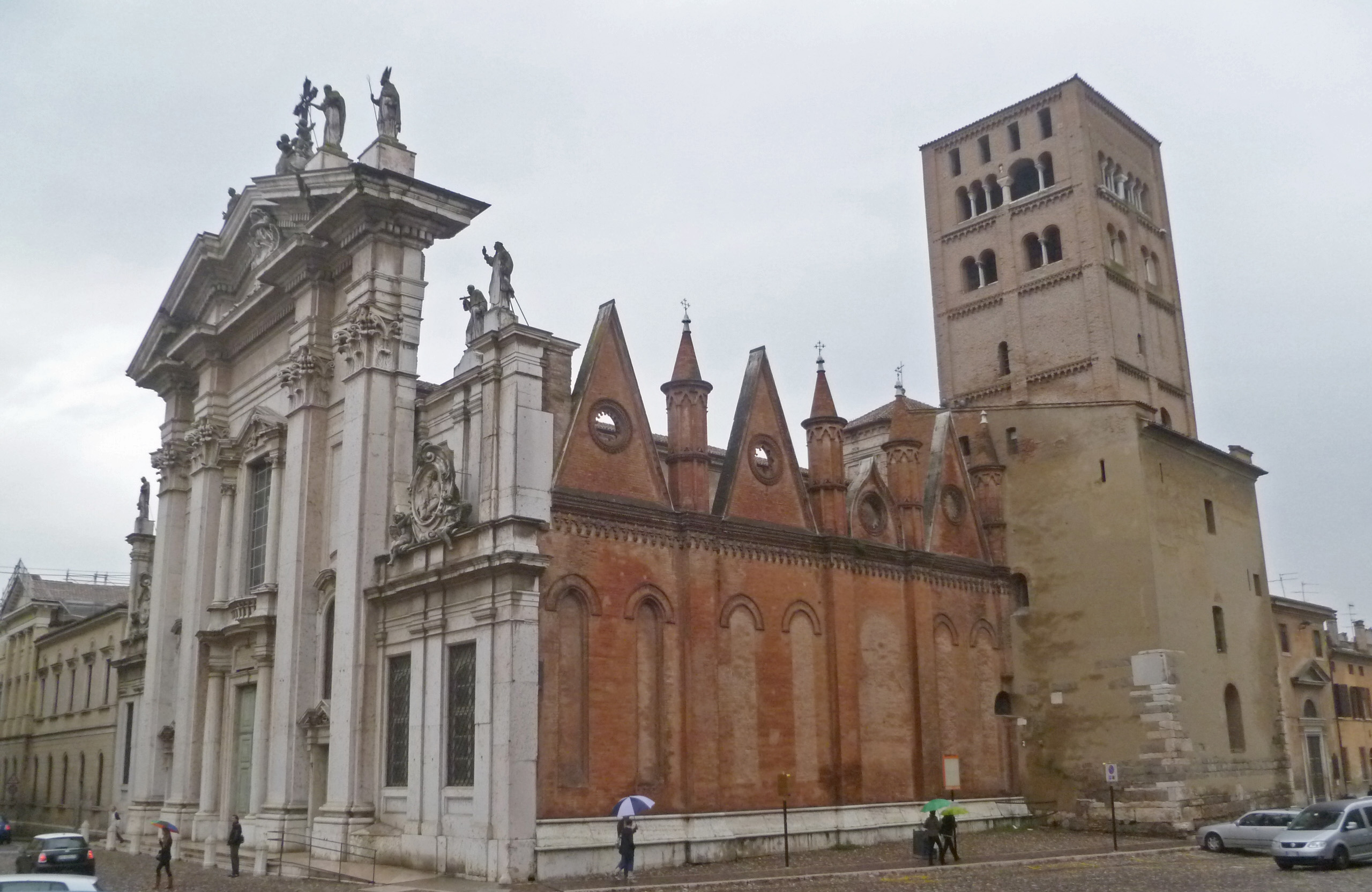
Vista en escorzo de la iglesia

La fachada neoclásica de la catedral presenta un frontón triangular sobre cuatro pilastras de orden corintio. A lo largo del flanco derecho, todavía se pueden ver las cúspides y las agujas de coronación del siglo XV. El campanario románico acoge un concierto de siete campanas afinadas en la escala de B ♭ 2mayor. La mayor es obra del maestro del siglo XVIII, Giuseppe Ruffini, el resto fueron fundidas por la compañía Cavadini de Verona en la primera mitad del siglo XIX.

### Interior
La catedral tiene planta de cruz latina, dividida en cinco naves por cuatro arcadas de columnas estriadas con capiteles corintios, mientras que los dos pasillos laterales externos y la nave central están cubiertos con un techo plano, los dos pasillos laterales internos están cubiertos con una bóveda de cañón. A lo largo de cada uno de los dos pasillos laterales externos hay una fila de capillas laterales, cuyos altares fueron decorados por los artistas como Paolo Veronese y Giulio Campi. En el crucero, la cúpula se eleva con un tambor octogonal sin linterna, pintada internamente con una representación del Paraíso. El altar mayor es de mármol policromado y está coronado por un crucifijo de madera tallada.

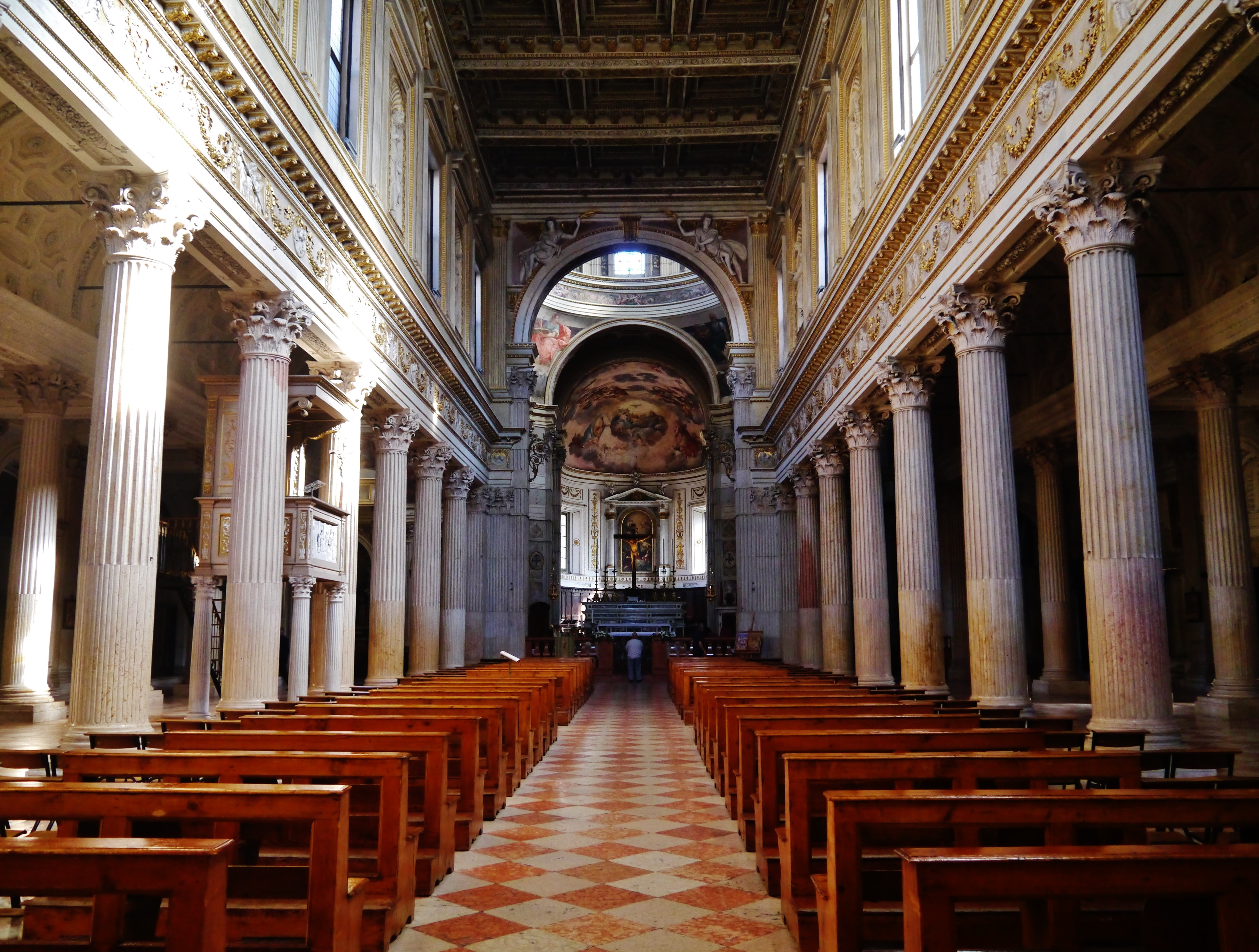
Interior de la catedral de Mantua
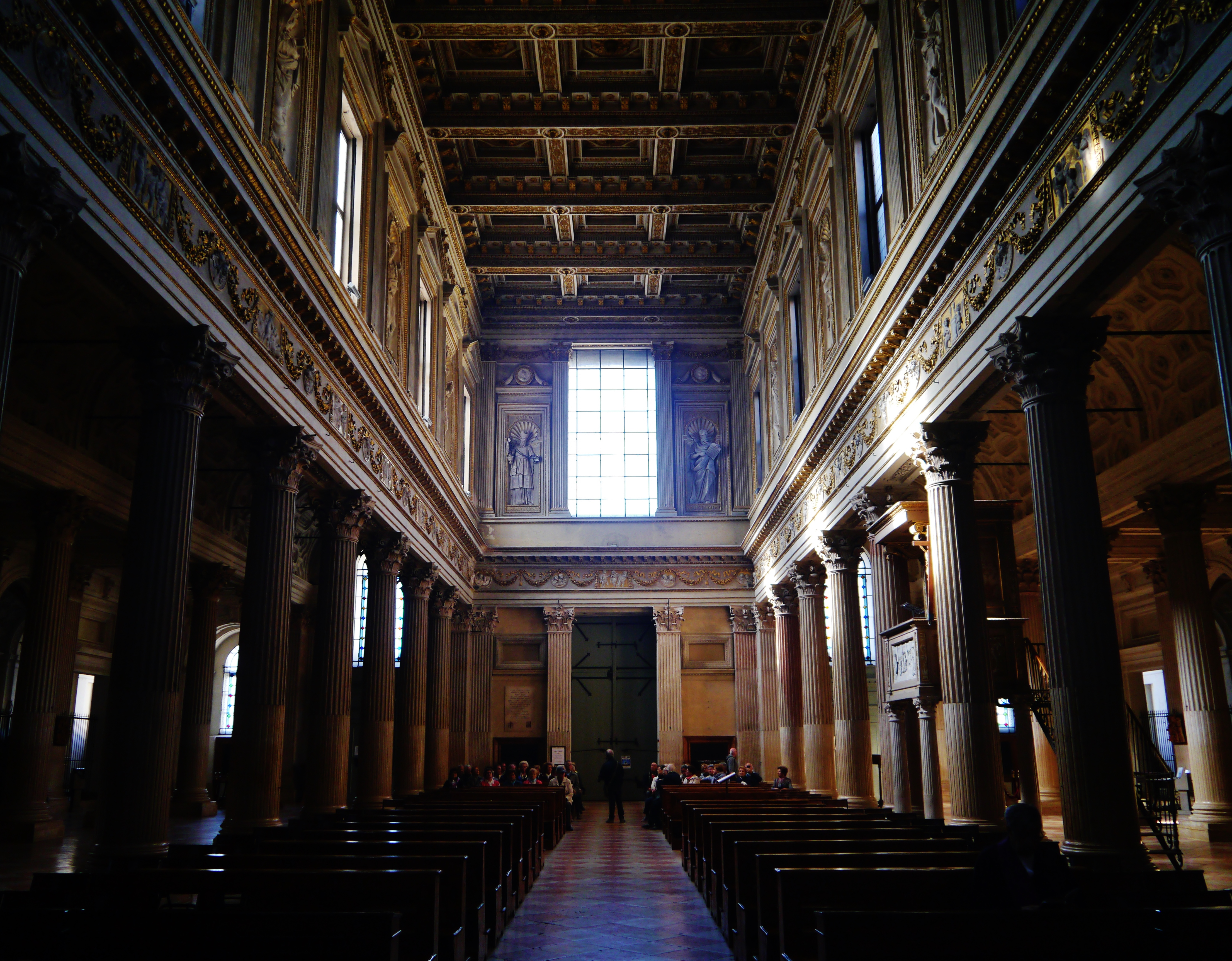
Vista de la nave, hacia la entrada
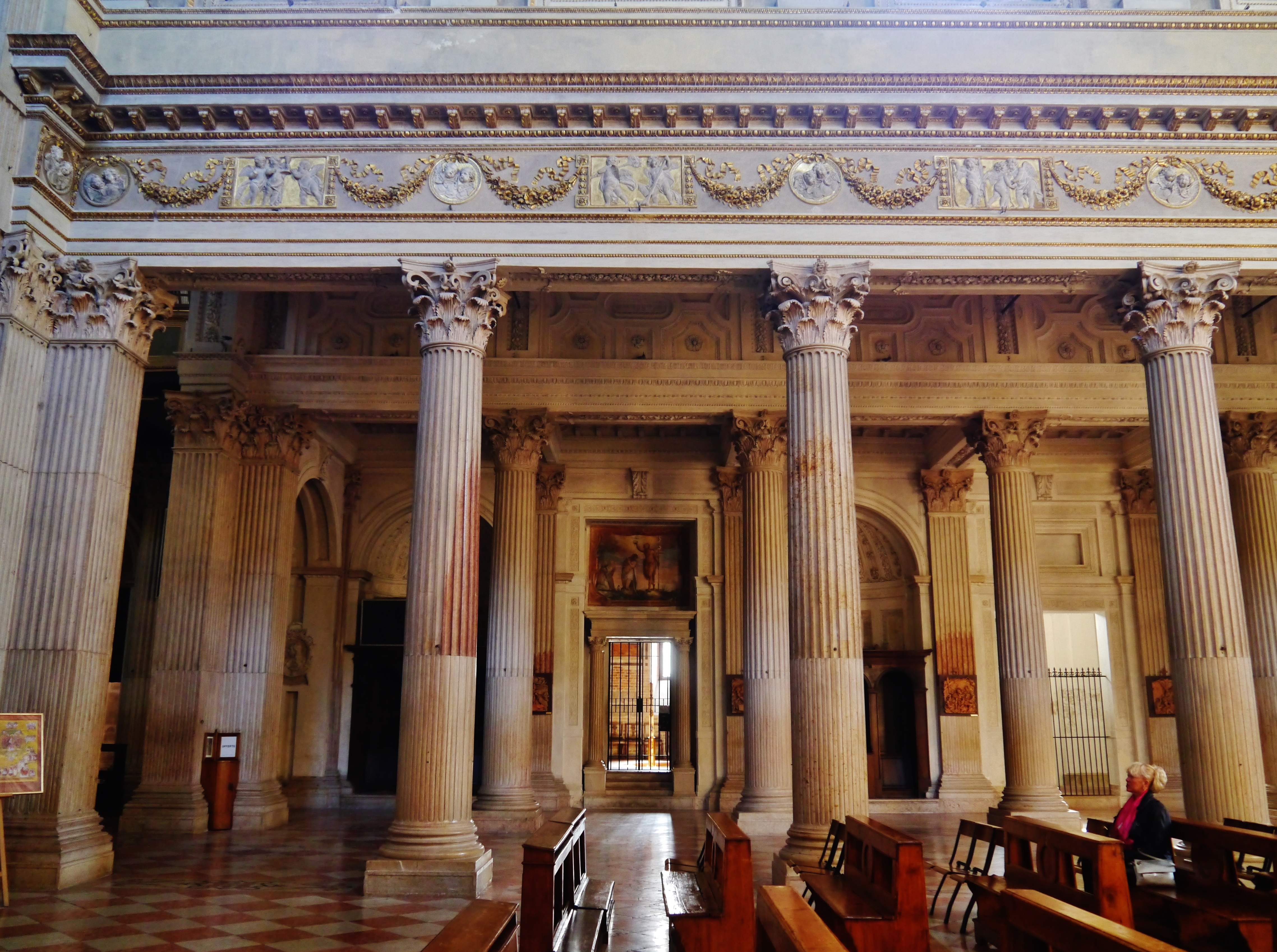
Columnata de las naves laterales
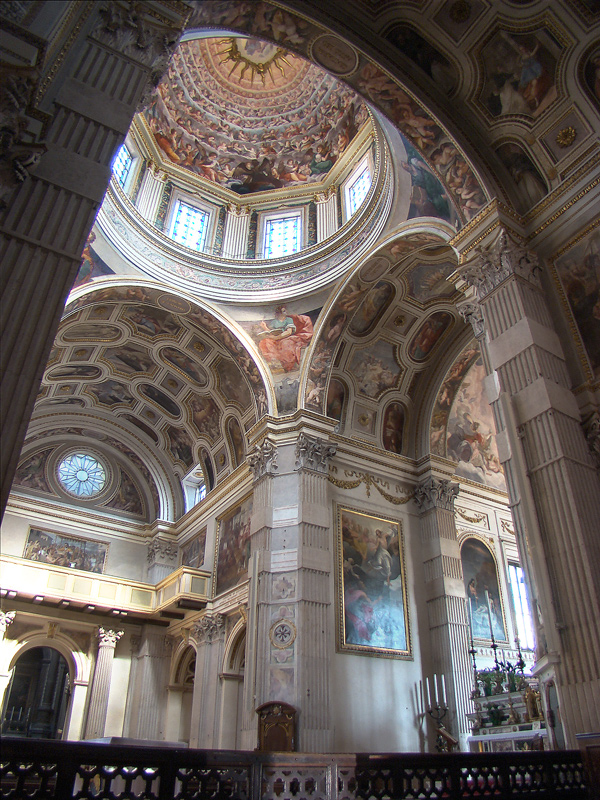
Interior del crucero, con la cúpula
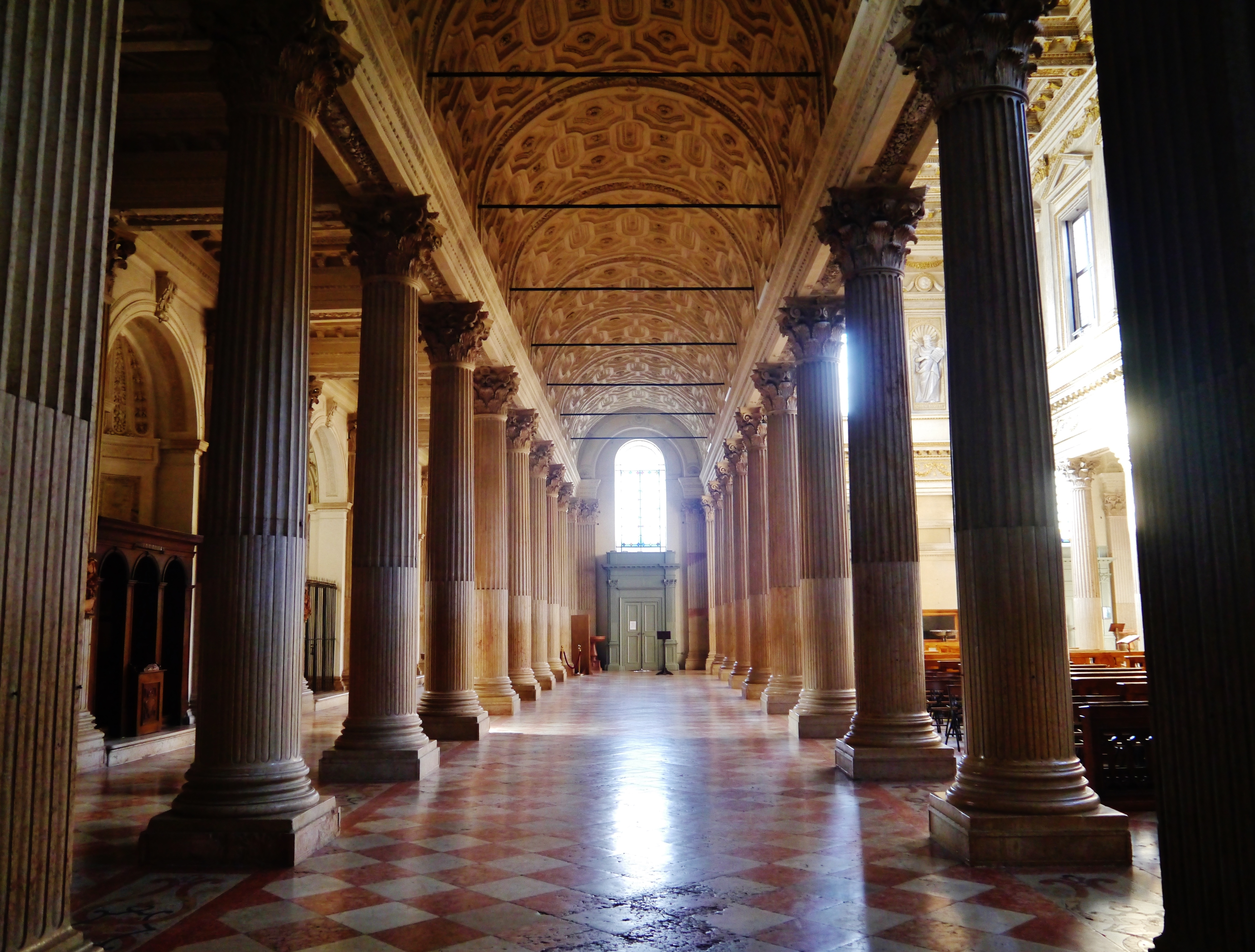
Vista de la nave lateral mirando hacia la entrada
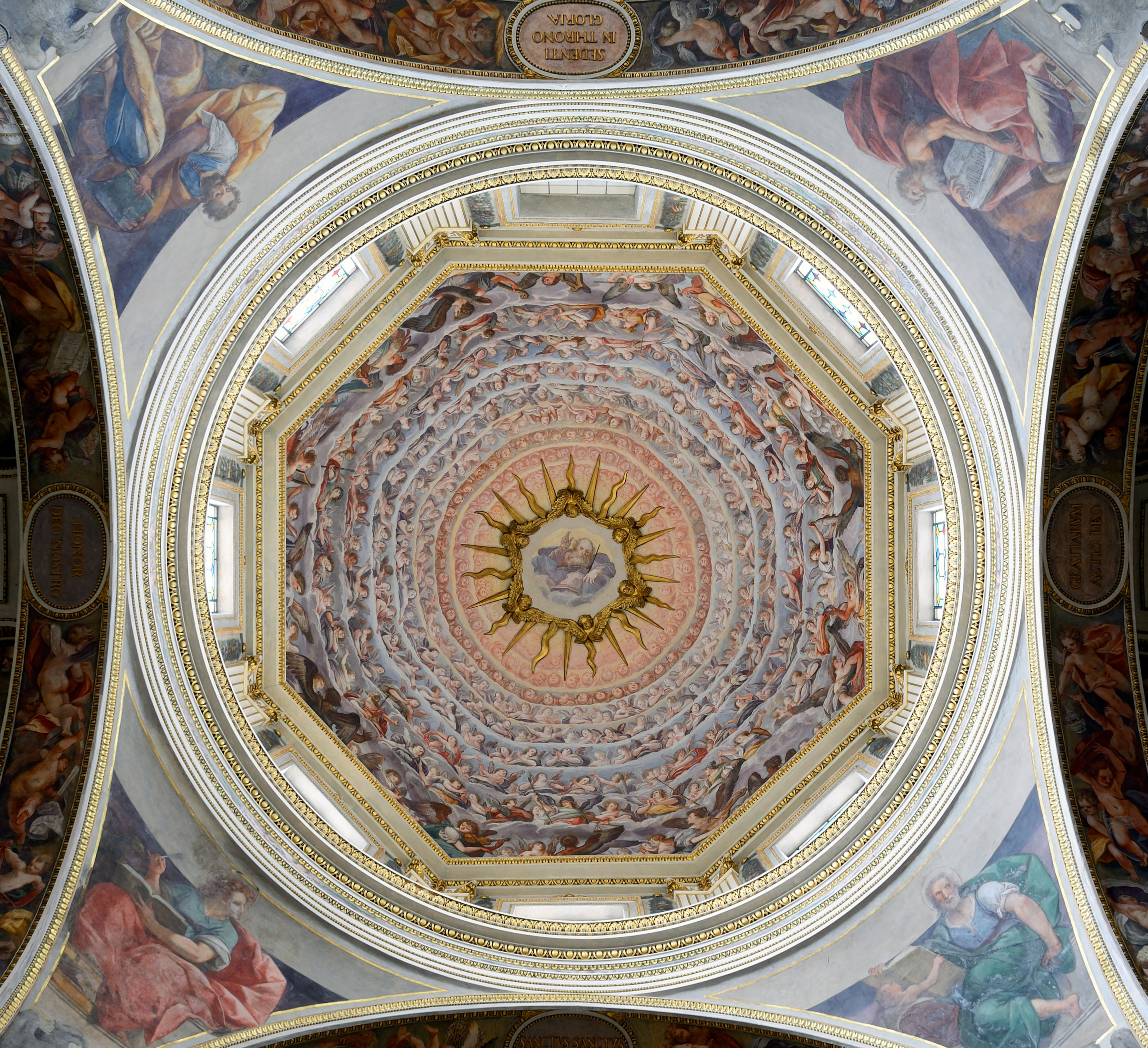
Cúpula

### Obras de arte
Entre las pinturas conservadas en la catedral destacan:
- La Trinidad con la Virgen, Madonna d'Itria y San Juan entre los ángeles, de Antonio Maria Viani
- Santa Margarita (1552), de Domenico Brusasorci, óleo sobre lienzo, en la capilla del Sacramento
- San Martín dona parte del manto a los pobres (1552), de Paolo Farinati, óleo sobre lienzo.
- Tránsito de San José (1616), de Niccolò Ricciolini
- Santo Domingo, de Bernardino Malpizzi
- San Luis Gonzaga, de Ippolito Andreasi

## Tumbas de personajes ilustres
- San Anselmo de Lucca
- Bonifacio III de Toscana
- Luis I Gonzaga
- Hosanna de Mantua
- Luis III Gonzaga
- Bárbara de Brandeburgo
- Leonor de Habsburgo
- Hércules Gonzaga
- Ferrante I Gonzaga
- Giovanni Benedetto Castiglione